# Ibrahim al Wardani
Ibrahim Nasif al Wardani (en árabe, إبراهيم ناصف الورداني) (nacido en 1886 y muerto en 1910) fue un joven farmacéutico egipcio que poco después de regresar de Inglaterra, donde obtuvo su diploma en química, asesinó al primer ministro Boutros Ghali, en 1910, por lo que fue condenado a muerte y ejecutado. Era seguidor del Partido Nacional y miembro de la sociedad secreta Mano Negra (Egipto). 

## Trayectoria de al Wardani
Ibrahim al Wardani sólo tenía 24 años cuando asesinó al premier Boutros Ghali.  
Había estudiado farmacia en Suiza, donde vivió entre 1906 y 1908, y luego viajó a Gran Bretaña, donde pasó un año hasta obtener un diploma en química, antes de volver a Egipto. En enero de 1909 trabajó como farmacéutico y se afilió al Partido Nacional. Tuvo lazos con la "Agrupación de la Juventud Egipcia" y fundó un grupo denominado "Agrupación de Solidaridad Fraternal", para ingresar al cual todo aspirante debía redactar su testamento.

## Marco político del asesinato
El primer ministro Boutros Ghali había desempeñado un papel de importancia en el proyecto de extensión, por cuarenta años, de la concesión del Canal de Suez, a cambio de un canon a ser pagado por la compañía licenciataria al gobierno egipcio. El lapso original de la concesión era 1921-1968, y se proyectaba extenderlo hasta 2008.
Ghali había procurado mantener el proyecto de ley fuera del alcance de la prensa y el movimiento nacionalista, pero el líder del Partido Nacional Muhammad Farid logró obtener una copia y la publicó en el periódico "El Estandarte" (al liwa') en octubre de 1909. A partir de entonces comenzó una campaña del movimiento nacionalista, con el Partido Nacional a la cabeza, contra la extensión de la concesión. 
El movimiento nacionalista reclamaba que se hiciera público el proyecto de ley, lo cual finalmente aprobó el jedive Abbas Hilmi, quien convocó a una asamblea general para discutir el proyecto, el 10 de febrero de 1910. En la sesión realizada se hizo presente al Wardani y allí habría tomado la resolución de frustrar el proyecto matando al primer ministro Ghali.
Al Wardani llevó a cabo su cometido a la una del mediodía del 20 de febrero de 1910, al disparar seis balas contra Ghali, dos de las cuales lo hirieron en el cuello y le causaron la muerte.

## Juicio y ejecución
Al Wardani compareció el 21 de abril de 1910 ante el tribunal, presidido por un juez británico. Uno de sus abogados fue Ahmad Beik Lutfi. 
La investigación determinó que aparte de las agrupaciones clandestinas a las que perteneció al Wardani existieron más de 85 grupos secretos de los que el gobierno no tenía noticia.
Al Wardani fue acusado de homicidio con premeditación, que era un delito capital. 
La opinión pública egipcia prestó gran atención al proceso.
Abdul Jáliq Basha, el procurador general a cargo del caso, reclamó la pena de muerte para Wardani y luego solicitó la opinión del mufti Bakri al Sadafi, quien sostuvo que el imputado padecía un desorden mental fuerte y que era necesario remitir el caso a una comisión médica, posición que no fue aceptada por el tribunal. 
El 18 de mayo de 1910 el tribunal penal condenó a Wardani a muerte, y en la mañana del 28 de junio de 1910 se ejecutó la sentencia.

## Consecuencias del asesinato
La muerte de Boutros Ghali fue el primer asesinato político en la historia moderna de Egipto. 
Durante el juicio, al Wardani reivindicó su acción y sostuvo que consideraba a Ghali un traidor por haber firmado el acuerdo de gobierno anglo egipcio sobre el Sudán, por haber promovido la prolongación de la concesión del canal de Suez y por haber formado parte del tribunal que juzgó los  hechos de Dinshawai. 
El asesinato de Boutros Ghali, lejos de romper el lazo entre el jedive y la administración británica, causó un aumento de la represión política. 
Un decreto, que continuó en vigencia hasta la revolución de 1952, prohibió la posesión de fotografías e imágenes de al Wardani.
- Datos: Q9006634